# Muttergöttin
Muttergöttin und Große Mutter sind in Archäologie und Religionsgeschichte Bezeichnungen für historisch belegte oder hypothetische Erdgöttinnen in ur- und frühgeschichtlichen Kulturen. Sie wurden als Lebensspenderin (Fruchtbarkeitsgöttin) oder auch als Mutter von Göttern oder als beides verehrt. Ihre Darstellung findet sich entweder in frühen schriftlichen Zeugnissen oder in Kunstwerken wie etwa antiken Wandmalereien oder Venusfigurinen. Die Deutung der nichtschriftlichen Artefakte als „Göttinnen“ hat oft spekulativen Charakter und ist daher umstritten.
Die Idee der Muttergöttin basiert auf der Vorstellung einer weiblichen Gottheit, die Macht über den Boden und seine Bewohner (menschliche, tierische, pflanzliche, aber auch ggf. deren innewohnende Geister) hat. Sie ist zuständig für die Fruchtbarkeit der Pflanzen, häufig auch der Tiere und damit entscheidend für das Wohlergehen der Menschen. Muttergöttinnen sind in erster Linie für Pflanzerkulturen belegt, bei denen die Erde als Ursprung der Pflanzen von zentraler ökonomischer und religiöser Bedeutung war.
Unscharf ist die Trennung zu Gottheiten der sexuellen Lust und zu Liebesgöttinnen – wie der römischen Venus, der griechischen Aphrodite oder den mesopotamischen Ištar und Inanna. Meist nicht zu den Muttergöttinnen gerechnet werden Gottheiten, die für den Schutz der Schwangeren und Gebärenden stehen, wie die griechische Artemis oder die altägyptischen Taweret und Bes.
Die verschiedenen Bezeichnungen für die „Erdgöttinnen“ rezenter Völker und die „Muttergöttinnen“ historischer Kulturen werden häufig synonym benutzt.

## Abgrenzung zu „Magna Mater“
Einige Autoren verwenden den lateinischen Ausdruck „Magna Mater“ (Große Mutter) übergreifend für alle mit Muttergöttinnen assoziierten Vorstellungen, vor allem Manfred Ehmer in seinen populärwissenschaftlichen Schriften. Diese Verwendung ist jedoch irreführend: Magna Mater ist die Bezeichnung der Römer für die Göttin Kybele, deren Mysterienkult sie aus Kleinasien übernommen hatten. Insofern steht dieser Ausdruck korrekt nur für die altmediterrane Muttergöttin. Da es in der Volksreligiosität Kleinasiens immer schon die Verehrung der Kybele als Muttergöttin außerhalb eines Mysterienkultes gab, wird die Bezeichnung bisweilen auch darüber hinaus bis zu ihren in der Jungsteinzeit vermuteten Wurzeln verwendet.

## Herkunft

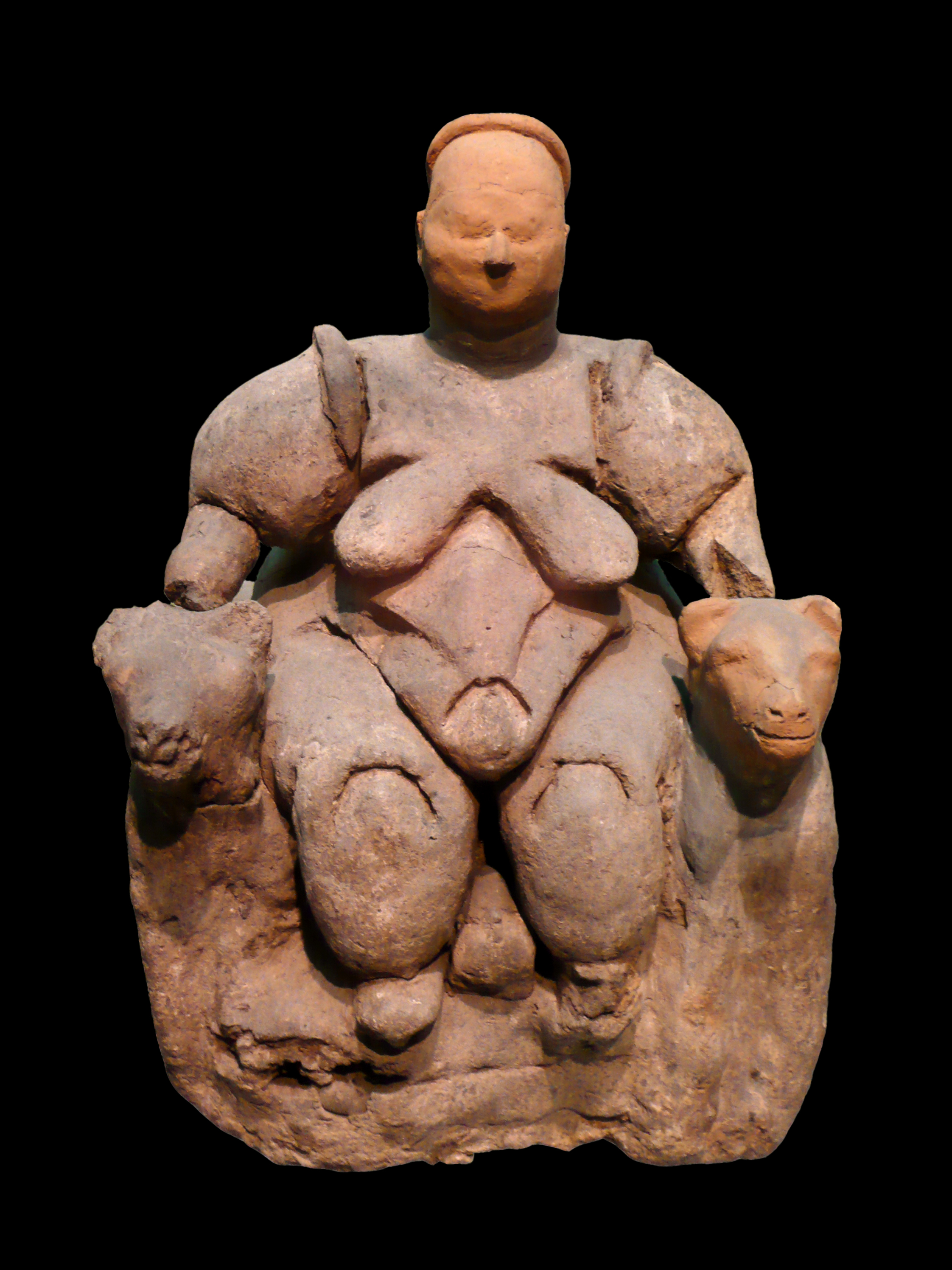
„Göttin“ auf dem Leopardenthron, Darstellung aus Çatalhöyük (Türkei, 8. Jahrtausend v. Chr.)

Die ältesten neolithischen Darstellungen, die von einigen Autoren als Muttergöttinnen interpretiert wurden, zeigen sie zum Teil in Verbindung mit bestimmten Wildtieren, so dass Prähistoriker darin die Übergangsform von der Tierherrin der älteren Wildbeuterkulturen zur Fruchtbarkeitsgöttin vermuteten. Der letztgenannte Aspekt bekam aufgrund der nunmehr zunehmend agrarischen Lebensweise eine immer größere Bedeutung. Heute haben Erdmütter-Göttinnen bei zahlreichen traditionellen Pflanzer- und Bauernkulturen eine nicht unerhebliche, teils sogar dominierende Rolle in der jeweiligen Religion.

## Verbreitung
Die bekannteste Muttergottheit ist die antike Mater Deum Magna Ideae – kurz Magna Mater –, die erstmals unter dem Namen Kybele für die mittlere Bronzezeit Kleinasiens belegt ist und deren mystischer Kult bis in die römische Spätantike reicht (siehe auch: Begriffs-Abgrenzung zu „Magna Mater“)

## Theoriengeschichte

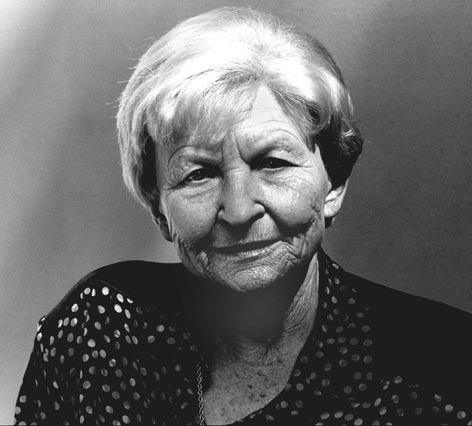
Die litauische Archäologin Marija Gimbutas spielte eine herausragende Rolle in der Theoriegeschichte der „Großen Mutter“

Der Schweizer Rechtshistoriker und Klassizist Johann Jakob Bachofen (1815–1887) behauptete als einer der ersten Forscher in seinen Untersuchungen zum „Mutterrecht“ (1861) die Existenz einer hypothetischen „Urreligion“, in deren Zentrum Muttergöttinnen standen. Dabei bezog er sich vor allem auf die vorklassischen Kulturen in Griechenland und Kleinasien. Er sah den Übergang von mutterrechtlichen zu vaterrechtlichen Gesellschaften als einen entscheidenden Fortschritt in der Menschheitsgeschichte. Bachofen wurde von bekannten Anthropologen – deren viele wie Edward Tylor (1871) und L.H. Morgan (1877) Evolutionisten waren – unterstützt.
Der schottische Ethnologe James George Frazer (1854–1941) beschrieb in seinem elfbändigen Werk Der goldene Zweig (The Golden Bough, veröffentlicht 1906–1915) als religiöses Grundmuster den König als Wiedergeburt des sterbenden und wiederauferstehenden Gottes, der in einer „heiligen Hochzeit“ mit der Göttin, welche die andauernde Fruchtbarkeit der Erde darstellte und gewährleistete, immer wieder aufs Neue gezeugt wird, nachdem er mit der Ernte im abgelaufenen Jahr gestorben war. Frazer führte unter anderen die Paare Attis-Kybele, Dumuzi-Inanna, Tammuz-Ištar und Adonis-Aphrodite an, deren Mythen alle diesem Grundmuster folgten. Bachofens und Frazers Annahmen führten zu großen wissenschaftlichen Auseinandersetzungen und sind auch heute stark umstritten (vergleiche Gehörnter Gott).
Der englische Schriftsteller Robert von Ranke-Graves (1895–1985) erschloss aus der Mythologie Griechenlands und Kleinasiens den Kult einer „weißen Göttin“, einer Göttin der Liebe und der Weisheit, die auch die Dichtkunst beflügelte.
Der Schweizer Psychiater Carl Gustav Jung (1875–1961) griff die Vorstellung von einer Ur- oder Allmutter in seiner Analytischen Psychologie auf, um den Mutterarchetyp zu bezeichnen. Forschung zu diesem Archetyp wurde vom Philosophen und Psychoanalytiker Erich Neumann (Die große Mutter, 1956) und vom britischen Anthropologen E.O. James (The Cult of the Mother-Goddess, 1959) fortgeführt.
Die litauische Archäologin Marija Gimbutas (1921–1994) nahm für Südosteuropa und den unteren Donauraum – von ihr als „Alteuropa“ bezeichnet – für die Jungsteinzeit die Verehrung einer einzelnen, abstrakten „Großen Göttin“ an und führte das in ihren Werken Göttinnen und Götter des Alten Europa (englisch 1974, deutsch 2010), Die Sprache der Göttin (engl. 1989, dt. 1995) und Die Zivilisation der Göttin (engl. 1991, dt. 1996) aus. Ihre Annahme stützte sich vor allem auf zahlreiche weibliche Figurinen der Jungsteinzeit und der Kupfersteinzeit, die sie als Darstellungen dieser einen Gottheit interpretierte.

## Interpretation archäologischer Funde
Während Michael Dames den Kult der Muttergöttin mit dem der Großen Mutter der Jungsteinzeit im Zusammenhang mit der Ausbreitung der Landwirtschaft einhergehenden Sesshaftwerdung der Menschen gleichsetzt („Die Große Göttin und das Neolithikum gehören auf so natürliche Weise zusammen wie Mutter und Kind“), gehen Autoren wie der Psychologe Erich Neumann von einem archaischen Muttergöttinnenkult aus, der zehntausende Jahre zurückreiche.

### Altsteinzeit

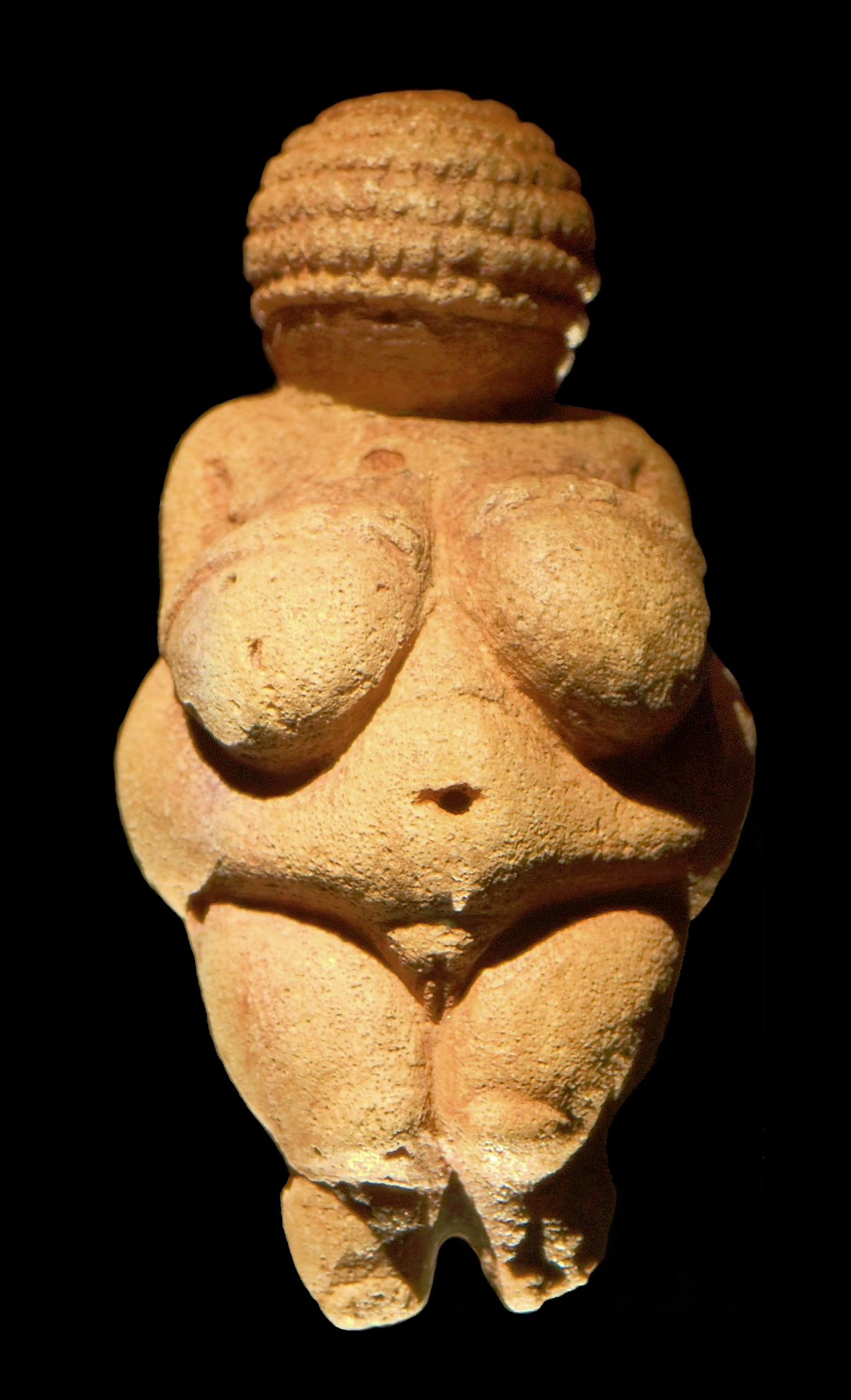
Die berühmte Venus von Willendorf (Österreich) aus dem Jungpaläolithikum

Funde von 100 bis 200 maximal 15 cm großen jungpaläolithischen sogenannten Venusfigurinen (Venusstatuetten) und anderen Darstellungen von weiblichen Körpern mit stark ausgeprägten Brüsten, übergroßen Hüften und anderen hervorgehobenen Geschlechtsmerkmalen werden als Beleg für diese These herangezogen. Die meisten stammen aus der Zeit zwischen 28.000 und 21.000 vor unserer Zeit (Gravettien) aus dem Gebiet nördlich der Pyrenäen, dem südlichen Mitteleuropa, Italien und dem südlichen Osteuropa, wie die etwa 27.000 Jahre alte Venus von Willendorf. Man hat diese Figuren als Zeugnisse einer allgemeinen Verehrung der Mutter Erde und deren Fruchtbarkeit interpretiert. Daneben gibt es eine Anzahl männlicher Figurinen, die deutlich weniger Aufmerksamkeit fanden.
Wissenschaftlich gesehen geht man jedoch mittlerweile davon aus, dass es sich nicht um Göttinnen, Priesterinnen oder Fruchtbarkeitskulte handelt, die diese Figurinen verdeutlichen könnten. Dies wird unter anderem damit begründet, dass es in nichtstratifizierten Gesellschaften generell keine Götter gibt und die Fruchtbarkeit kein erstrebenswertes Gut für Jäger- und Sammlerkulturen darstellt. Aufgrund des hohen Pflegebedarfs von Kindern kennen solche Gesellschaften zumeist Verhütungsmethoden. Zudem gibt es auch keine Mutter-Kind-Darstellungen, die auf einen Mutterkult hinweisen könnten.
Der neueste Fund am Fuße der Schwäbischen Alb aus dem Jahr 2008, die Venus vom Hohlefels, stammt mit einem Alter von 35.000 bis 40.000 Jahren aus dem Aurignacien zu Beginn des Jungpaläolithikums. In dieser Zeit wanderte der moderne Mensch (Homo sapiens) als Cro-Magnon-Mensch nach Europa ein. In dieser figürliche Darstellung wird der weibliche Schoß durch eine übergroße Wiedergabe der Schamlippen besonders betont, falls es sich nicht um eine anatomische Besonderheit handelt, die sich auch bei anderen paläolithischen Venusfigurinen findet und im 19. und frühen 20. Jahrhundert als „Hottentottenschürze“ beschrieben wurde. Andere Statuetten aus demselben Zeithorizont zeigen Tiere und Mischwesen („Löwenmensch“). Vom Archäologen Joachim Hahn werden sie als Zeichen von Kraft und Aggression interpretiert, von Martin Porr als Medien des sozialen Gedächtnisses.

### Jungsteinzeit und Kupfersteinzeit

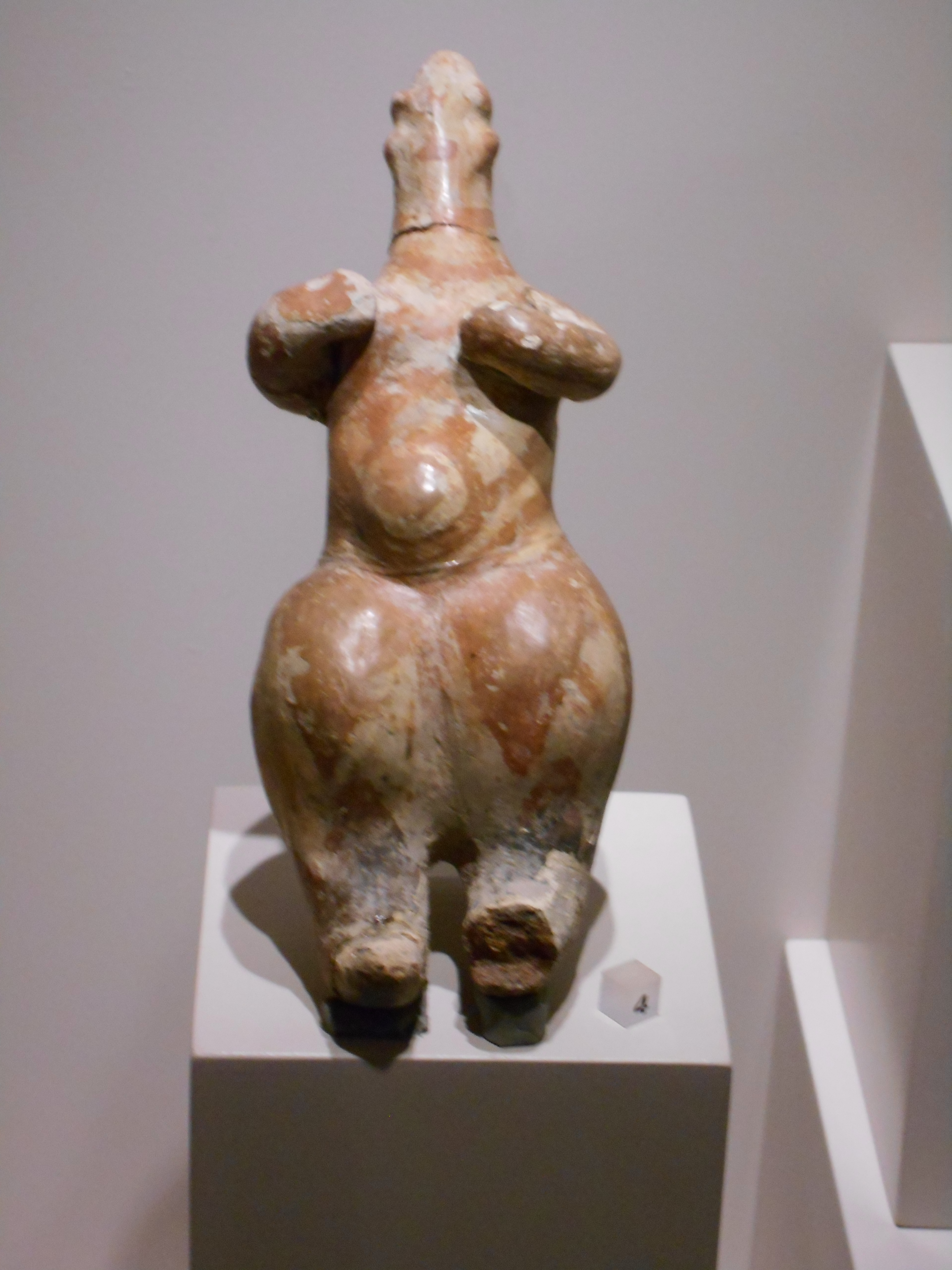
Kupfersteinzeitliche Terrakottafigur einer südanatolischen Muttergottheit, Archäologisches Museum Alanya

Die Wandmalereien, Figurinen und Bestattungen in den von James Mellaart in den 1960er Jahren begonnenen und von Ian Hodder fortgeführten Ausgrabungen von Çatalhöyük in Anatolien wurden insbesondere im spirituellen Feminismus und von Anhängern einer Matriarchatsidee seit den 1970er Jahren als Belege einer Verehrung von Muttergottheiten zu deuten versucht.
Jungsteinzeitliche und kupfersteinzeitliche Figurinen aus Südosteuropa und Ägypten wurden ebenfalls als Beleg für den Kult einer Muttergottheit herangezogen.
Osbert Crawford verband in den 1950er Jahren Ǧemdet-Nasr-zeitlichen Augenfiguren aus Tell Brak mit der Muttergöttin und konstruierte so eine weitere Verbreitung des Kults einer „Augengöttin“.
Diese Theorien werden aber seit den 1960er Jahren fachwissenschaftlich überwiegend zurückgewiesen.

## Mythologischer Hintergrund

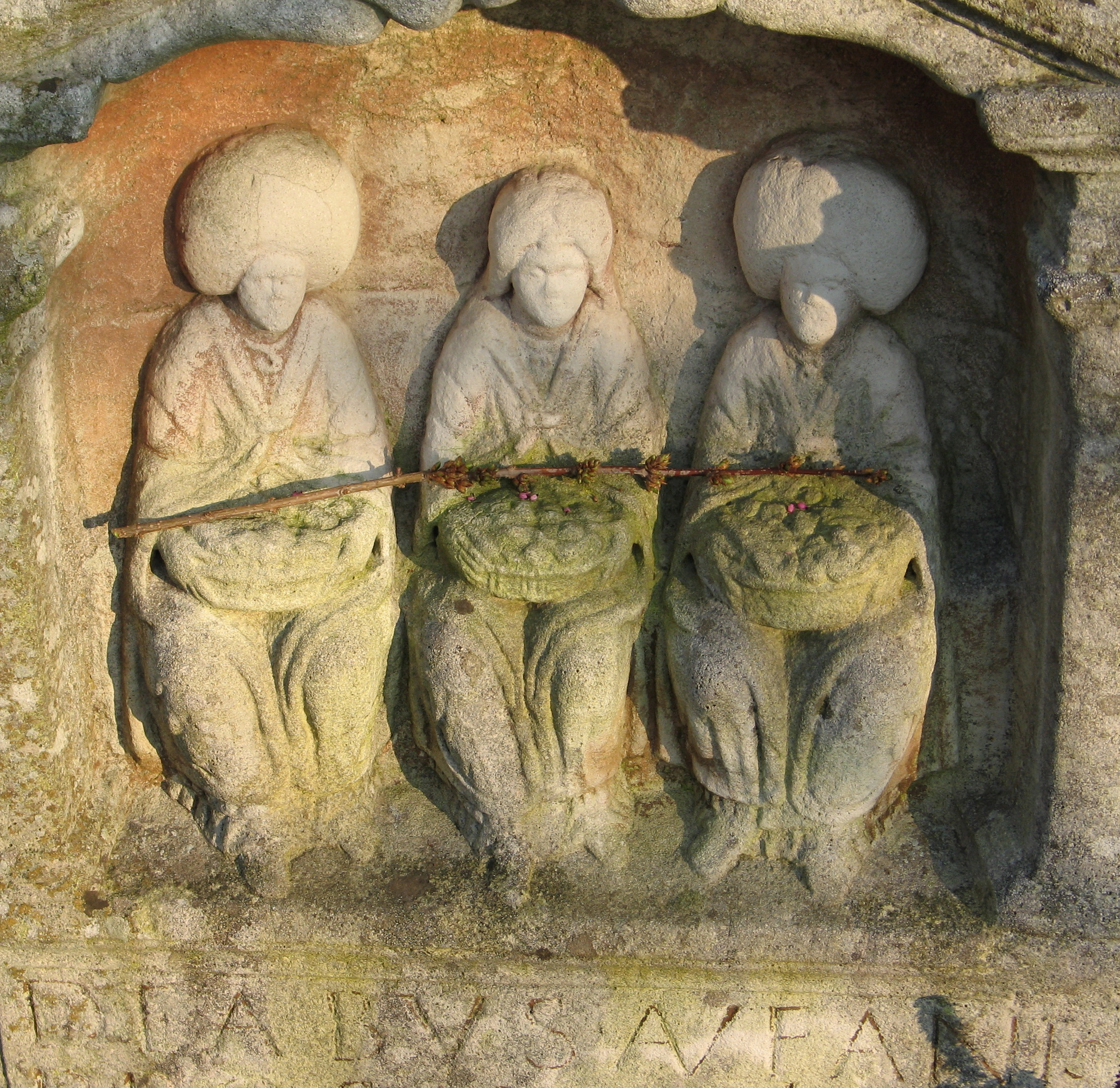
Drei Matronen (gallo-römisch-germanische Muttergottheiten), deren Kult zur Zeit der Römer weit verbreitet war

Vorstellungen über einen Kult der Muttergottheiten beruhen auf Mythenkonstruktionen des 19. Jahrhunderts über die Große Göttin, die mit altsteinzeitlichen und jungsteinzeitlichen Statuetten in Verbindung gebracht wurden. Wie der britische Prähistoriker Andrew Fleming 1969 feststellte, verraten solche Theorien meist mehr über die Weltsicht ihrer Vertreter als über die Vorgeschichte.
Viele so rekonstruierte Mythen verbinden entsprechend dem von Frazer behaupteten Grundmuster damit das Schicksal der Götter, die in „heiliger Hochzeit“ (hieros gamos) von dem scheidenden Gott (Gemahl-Sohn-Geliebter) gezeugt wurden, von der Göttin mit dem jährlichen Wiederaufblühen der Natur geboren und zu ihrem Geliebten bestimmt, wodurch das Wachstum gewährleistet wurde. So wird die Muttergöttin unmittelbar zur Mutter eines Gottes, der Gott selbst kam (durch Wiedergeburt) und schied durch Tod, nicht ohne Gewissheit, von der Göttin wiedergeboren zu werden. Hierdurch gewährleistete die Göttin die Fruchtbarkeit und den immerwährenden Kreislauf des Lebens. Von diesem Muster gibt es in den Mythen die verschiedensten Abweichungen, aber sie alle schließen den gleichen Kreislauf: Geburt-Wachstum-Reife-Tod und Wiedergeburt.

## Muttergöttinnen verschiedener Kulturen
Viele Kulturen, von denen oder über die es schriftliche Aufzeichnungen gibt, kennen weibliche Gottheiten, die teilweise mit einer Vorstellung von einer Mutter Erde und von Fruchtbarkeitsgöttinnen einhergehen:

### Nordeuropa

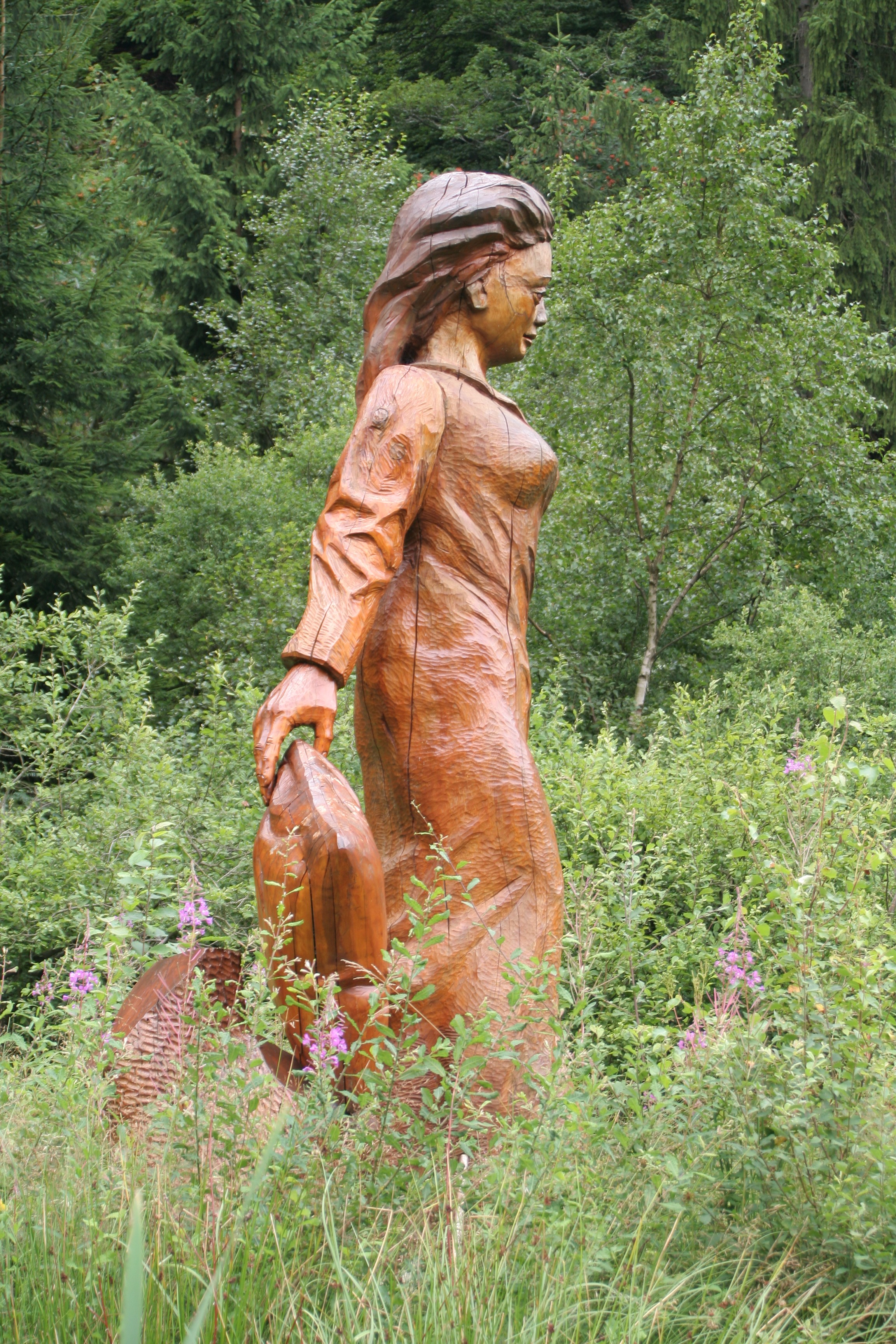
Die Märchengestalt Frau Holle (hier Statue am Frau-Holle-Teich auf dem Hohen Meißner) verbindet Drewermann mit einer germanischen Muttergöttin

- Bei den Germanen wurde die mütterliche Erde unter dem Namen Nerthus verehrt, wovon Tacitus berichtete.[28] Eugen Drewermann interpretiert Frau Holle als Darstellung der Göttin Perchta, die er als die große Göttin bezeichnete.
- Sif war die Erntegöttin der Wikinger.[29] und Jörd die Erdgöttin der nordischen Mythologie.
- Unter dem Namen Brighid wurde bei den Kelten in Irland eine Fruchtbarkeits- und Vegetationsgöttin verehrt, die als weibliche irdische Kraft angesehen wurde.[30] Bei den keltischen Stämmen in Noricum galt dasselbe für Noreia.[31]
- Die antiken Kelten und Römer wie auch die Germanen in den ersten Jahrhunderten nach der Zeitenwende verehrten auch sogenannte Matronen in Dreiergruppen als Muttergottheiten.[32][33]
- Bei den Balten wurde nach Marija Gimbutas eine Fruchtbarkeits- und Vegetationsgöttin als Māra, Laima, Žemyna u. a. verehrt.[34]
- Die slawische Muttergöttin war die meist gestaltlose Mati Syra Zemlya ("Feuchte Mutter Erde").[35] Als weitere Erdgöttin der Slawen ist Mokosch bekannt.[36]
- Im finnischen Kalevala-Epos wird ein auf die Urmutter Ilmatar gegründeter Schöpfungsmythos beschrieben.

### Mittelmeerraum
- Die altägyptische Göttin Hathor war in ihrer Erscheinung als Himmelskuh die herausragende Muttergöttin, bevor sie mit Isis, der Mutter des Horus, verschmolz. Sie wird häufig als säugend dargestellt und steht für die Fruchtbarkeit der Herden. In der ägyptischen Schöpfungsgeschichte wird Isis von Geb, dem frühen Erdgott, und Nut, der frühen Himmelsgöttin, gezeugt. Die Figuren von Hathor und Isis stehen mit dem mediterranen Magna Mater-Kult in Verbindung.[37]
- Die Göttinnen Gaia, Rhea, Dia, Hera und Demeter sind Muttergöttinnen aus dem griechisch-kleinasiatischen Raum. Aus Vorderasien stammt auch Kubaba, die später als Kybele verehrt wurde.
- Tanit war die punische Göttin der Fruchtbarkeit, eine Apotheose der phönizischen Göttin Astarte und Schutzgöttin von Karthago.

### Vorderasien
- Die deutsche Psychologin Gerda Weiler vertrat die Auffassung, im Alten Testament Spuren weiblicher Gottheiten nachweisen zu können.[38]
- In Mesopotamien existierte eine synkretistische Muttergöttin, die viele Namen hatte, so sumerisch Diĝirmaḫ, Nindiĝirene oder Ninḫursaĝa, akkadisch Bēlet-ilī, außerdem Nintur, Aruru, Mam(m)a/Mam(m)i, Ninlil und Damgalnunna/Damkina.[39]
- Die Muttergöttin der Hethiter und Hattier war Ḫannaḫanna, deren Helfer eine Biene war.[39][40]
- Uraš – „die Erde“ – stammt aus der sumerischen Mythologie.
- Die altarabische Mondgöttin al-Lat war auch die Erdgöttin Arabiens.[41]

### Süd- und Ostasien
- Für Indien wird das Atharvaveda, eine Ende des 2. oder Anfang des 1. Jahrtausends zusammengestellte Hymnensammlung des Hinduismus, als Beleg für die Verehrung einer weiblichen Urgöttin als Mutter Erde angeführt.[42]
- Prithivi war eine indogermanische Erdgöttin in Gestalt einer Kuh, die in Indien mit der hinduistischen Erdgöttin Bhudevi gleichgesetzt wurde.[36]
- Im heutigen Hinduismus gibt es eine Vielzahl von Göttinnen, die auch mütterliche Funktionen haben, so beispielsweise Mahadevi, Durga, Kali, Lakshmi und Parvati.
- Vietnam kennt drei Muttergöttinnen für die Reiche „Himmel“, „Wasser“ und „Wald / Erde“. Sie werden in täglichen Andachten und mit Ritualen und Feierlichkeiten wie Phủ Dầy verehrt. Diese Praktiken wurden 2016 in die UNESCO-Liste des immateriellen Kulturerbes der Menschheit aufgenommen.[43]

## Neopaganismus
Anhänger neuer Naturreligionen und der Idee eines prähistorischen Matriarchats knüpfen an die Funde der Venusstatuetten aus der Zeit des Jungpaläolithikums eine allgemeine Verehrung der Mutter Erde im Sinne einer anthropomorphen Muttergöttin.